# اوترلیک
اوترلیک (به هلندی: Oterleek) یک منطقهٔ مسکونی در هلند است که در آلکمار واقع شده‌است. اوترلیک ۱۹۲ نفر جمعیت دارد.